# Gonocarpus pusillus
Gonocarpus pusillus là một loài thực vật có hoa trong họ Haloragaceae. Loài này được (R.Br. ex Benth.) Orchard miêu tả khoa học đầu tiên năm 1975.